# Hauptmangel
Als Hauptmangel (auch Hauptgewährsmangel) werden Viehkrankheiten und Pferdekrankheiten bezeichnet, welche bis zum 1. Januar 2002 im Kaufrecht einer Sonderregelung unterlagen.
Seit der Schuldrechtsmodernisierung im Zuge der EU-Harmonisierung wurden zum 1. Januar 2002 diese Vorschriften ersatzlos gestrichen. Heute gilt für den Viehhandel dieselbe Gewährleistung wie für Sachen. Eine Ankaufsuntersuchung wird weiterhin empfohlen.

## Bedeutung
Die Regelung war unter den §§ 481 bis 492 alter Fassung des deutschen Bürgerlichen Gesetzbuchs (BGB) und in der Kaiserlichen Verordnung betreffend die Hauptmängel und Gewährfristen beim Viehhandel vom 27. März 1899 zu finden.
Die Sonderregelung sah vor, dass der Verkäufer eines Tieres nur bestimmte Hauptmängel zu vertreten hatte und auch nur dann, wenn sie sich innerhalb der sogenannten Gewährfrist (bei den Pferdekrankheiten 14 Tage) zeigten. Dann konnte der Käufer Rückabwicklung des Kaufes (Wandlung) verlangen, wenn er den Mangel rechtzeitig geltend machte (Mangelanzeige spätestens 2 Tage nach Ablauf der Gewährfrist oder nach vorherigem Tod des Tieres; Verjährung 6 Wochen nach Ablauf der Gewährfrist).

## Krankheiten
Folgende, meist unheilbare Tierkrankheiten waren von der Regelung betroffen:
- Gewährsmängel für Nutzpferde
  - Rotz
  - Dummkoller
  - Dämpfigkeit
  - Kehlkopfpfeifen
  - Mondblindheit
  - Koppen

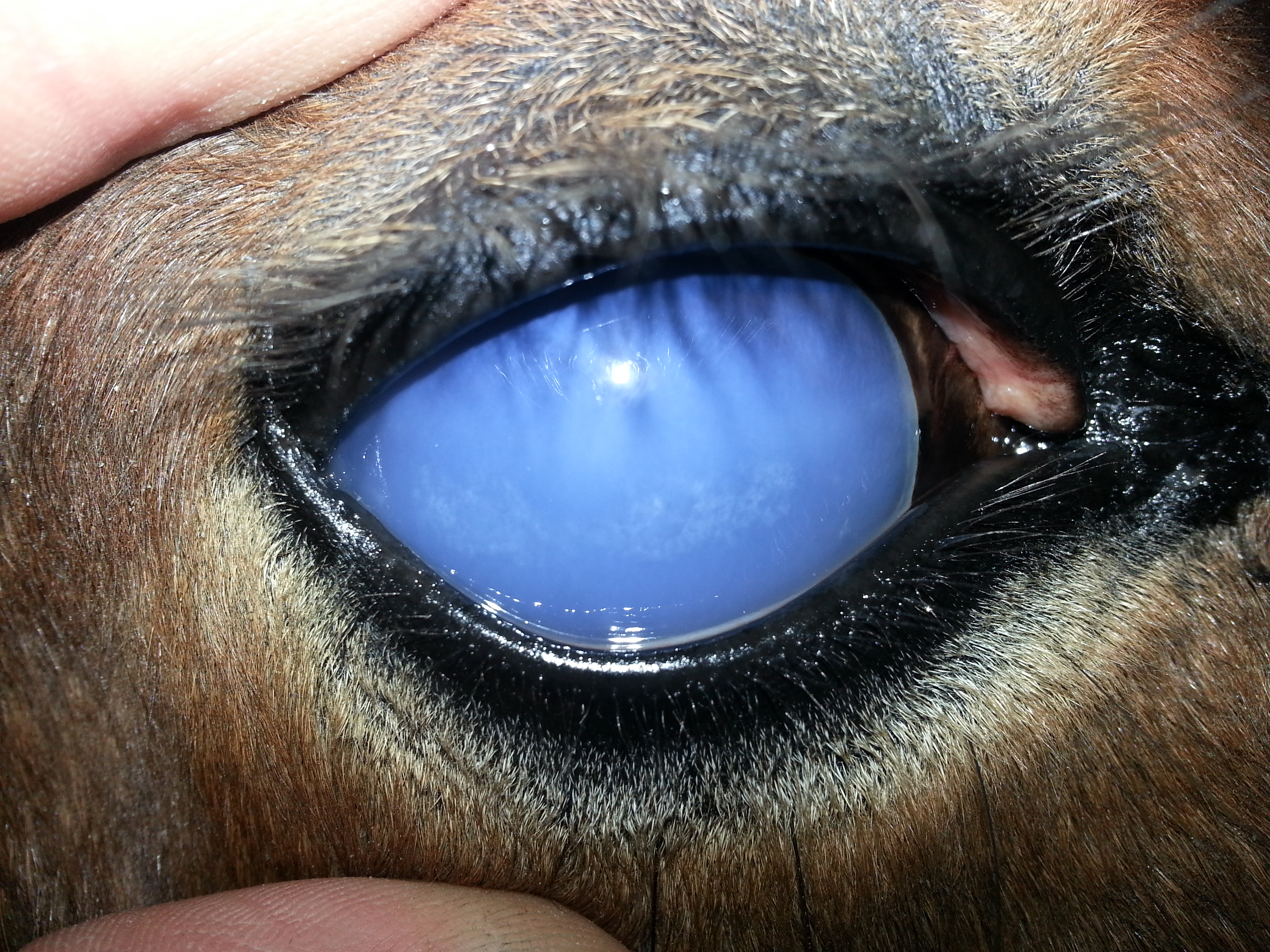
Mondblindheit mit Hornhautödem und komplett getrübter Linse

- Gewährsmangel für Schlachtpferde: Rotz

- Rinder
  - tuberkulöse Erkrankung (einschl. Schlachtvieh)

- Schafe
  - Räude
  - Schlachtschafe: Wassersucht

- Schweine
  - Rotlauf, Schweineseuche einschl. Schweinepest.
  - Schlachtschweine: tuberkulöse Erkrankung, Trichinen, Finnen.